# تشوه شبرنجل
تشوه شبرنجل (المعروف أيضًا باسم الكتف العالي، نقص تنسج الكتف، أو الكتف العالي الخلقي) هو تشوه عظمي خلقي نادر حيث يكون لدى الشخص لوح كتف واحد أعلى من الآخر على الظهر. يحدث هذا التشوه بسبب فشل في التطور الجنيني المبكر حيث يفشل الكتف في النزول بشكل صحيح من الرقبة إلى موقعه النهائي. معظم الحالات تكون متفرقة وقليل جدًا منها يكون وراثيًا بنمط سيادة جسمية.
يرتبط هذا التشوه بالحالات التالية:-
- متلازمة كليبل فيل (الأكثر شيوعًا)
- الجنف الخلقي
- الفقرات النصفية
- الأضلاع العنقية
- الأضلاع المندمجة
- اتصالات عظمية بين الزاوية العلوية-الوسطى لللوح الكتف مع الناتئ الشوكي أو الصفيحة أو الناتئ المستعرض للفقرات العنقية
- السنسنة المشقوقة
- شق سقف الحلق.

الكتف الأيسر هو الأكثر تأثرًا، ولكن يمكن أن يحدث على الجانبين أيضًا.
حوالي 75% من الحالات المرصودة تكون في الفتيات. يتضمن العلاج الجراحة في الطفولة المبكرة والعلاج الطبيعي. العلاج الجراحي في البلوغ معقد بسبب خطر تلف الأعصاب عند إزالة العظم الرابط وعند تمديد الأنسجة العضلية أثناء إعادة موضع الكتف.

## العرض

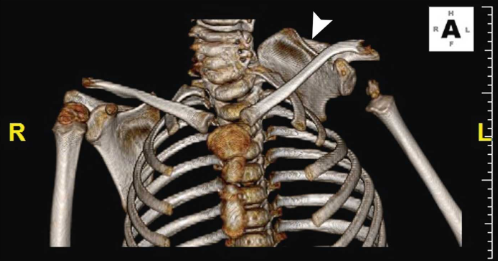
الأشعة المقطعية تظهر تشوه شبرنجل في الجانب الأيسر (السهم) وفقرات عنقية ملتحمة، كما يظهر في متلازمة كليبل فيل

لوح الكتف صغير ويدور بحيث يشير حافته السفلية نحو العمود الفقري. أحيانًا يكون هناك اتصال عظمي بين لوح الكتف المرتفع وإحدى الفقرات العنقية، عادةً الفقرة الخامسة أو السادسة. هذا الاتصال يُعرف بالعظم الكتفي الفقري.[بحاجة لمصدر]
هناك ارتباط عالي بين تشوه شبرنجل ومتلازمة كليبل فيل.[بحاجة لمصدر]

## التشخيص

معظم حالات تشوه شبرنجل تكون متفرقة ولكن قلة منها تكون موروثة بنمط سيادة جسمية

التشخيص يكون سريريًا ويمكن تأكيده باستخدام أدوات تشخيصية مثل الأشعة السينية التقليدية والفحص المقطعي المحوسب. قد يكون من المستحسن إجراء تحليل جيني، لأن التشوه قد يحدث تحت ظروف أخرى (انظر متلازمة كليبل فيل).

## التسمية
تمت تسميته نسبة إلى الجراح الألماني أوتو شبرنجل، الذي وصفه في عام 1891.